# 그리워
《그리워》는 1984년 4월 30일부터 8월 5일까지 방송되었던 MBC 일일 드라마였다.

## 프로그램 소개
한국인이 가져야 할 가치관하고 생활의 진실을 보여주는 드라마

## 등장 인물
- 김혜자
- 이정길
- 이미숙
- 장민호
- 김용림
- 정혜선
- 길용우
- 김청
- 송옥숙
- 김용림
- 심양홍
- 김광배
- 이호재
- 천호진
- 구장서